# Leeds United AFC säsongen 2012/2013
Ligasäsongen 2012/2013 spelade Leeds United för tredje säsongen i följd i Championship, vilket innebär den andra divisionen av det engelska ligasystemet. Inför ligasäsongen rekryterades totalt elva nya spelare samtidigt som tio spelare lämnade under nye managern Neil Warnock. Säsongen blev dock återigen en missräkning för lagets supportrar då laget trots att de lyckades väl i cupspelet inte mäktade med att utmana om uppflyttning utan slutade på en slutgiltig 13:e plats i ligan. I cupspelet nådde Leeds viss framgång, laget nådde kvartsfinalen av Capital One Cup (ligacupen) efter att bland annat besegrat Premier League-laget Everton innan de förlorade mot ett annat Premier League-lag, Chelsea. I FA-cupen nådde de femte omgången där de förlorade mot Manchester City efter att bland annat besegrat Tottenham Hotspur i fjärde omgången. Publikt var säsongen också mindre lyckad då publikgenomsnittet på hemmaplan sjönk med nästan 2 000 åskådare till 21 572.
Efter en lång tid av spekulationer om ägarbyte och försäljning meddelade slutligen klubben i november 2012 att dess ägare Ken Bates slutit ett avtal med GFH Capital Limited, ett Dubai-baserat dotterbolag till Gulf Finance House. Den 21 december, efter en övergångsperiod på en månad, tog de nya ägarna officiellt över ägarskapet av klubben efter ordföranden Ken Bates.  
Klubbens pris till Årets spelare gick till Samuel Byram under hans första säsong med laget, han blev dessutom vald till Spelarnas val till Årets spelare samt Årets unge spelare. Tre spelare spelade över 40 ligamatcher för laget under säsongen, Paddy Kenny, som deltog i samtliga 46 ligamatcher, samt Byram (44) och Tom Lees (40).
Klubben gjorde ett sämre finansiellt resultat säsongen 2011/2012 än säsongen innan, dess omsättning minskade med cirka 5 % till största delen på grund av biljettintäkterna som minskade med 10 %.   
Den 12 april meddelade klubben att Brian McDermott är ny manager i klubben efter Neil Warnock.

## Ekonomi
Klubben gjorde ett sämre finansiellt resultat säsongen 2011/2012 än säsongen innan enligt den rapport de offentliggjorde den 28 december 2012. Leeds United AFC vinst minskade markant för säsongen 2011/2012 (räkenskapsåret som slutade 30 juni 2012). Den totala vinsten uppgick till £0,3 miljoner att jämföras med £3,5 miljoner för föregående år (2010/2011). Den operationella verksamheten gick med £3,3 miljoner i förlust.
Klubbens omsättning minskade med cirka 5 % till största delen på grund av biljettintäkterna som minskade med 10 %.
| Leeds United Football Club Limited       | 2012           | 2011           | 2010           | I SEK (2012)                                |
| ---------------------------------------- | -------------- | -------------- | -------------- | ------------------------------------------- |
| Intäkter                                 | £31 miljoner   | £32,7 miljoner | £27,4 miljoner | Motsvarar ungefär 330 miljoner kronor (SEK) |
| Total Vinst                              | £0,3 miljoner  | £3,5 miljoner  | £2,0 miljoner  | Motsvarar ungefär 3,3 miljoner kronor (SEK) |
| Varav vinst från Operationell verksamhet | -£3,3 miljoner | £0,9 miljoner  | -£1,7 miljoner | Motsvarar ungefär -35 miljoner kronor (SEK) |

### Agentarvoden
Enligt en officiell rapport från The Football League spenderade ligaklubbarna i Championship £18,6 miljoner i arvoden till agenter under säsongen 2012/2013. Av dessa spenderade Leeds £1,3 miljoner att jämföras med £0,6 miljoner säsongen innan, vilket placerade klubben på femte plats över de Championship-klubbar som spenderat mest. Summan var baserad på totalt 76 transaktioner (46 nyregistreringar, 10 förnyade och 8 kancellerade kontrakt samt 12 lån) jämfört med 45 föregående säsong. Blackburn Rovers var den klubb som spenderat mest med £3,5 miljoner, därefter Cardiff med £1,8 miljoner och Wolverhampton med £1,7 miljoner.

## Ligatabell 2012/2013
Leeds placering i Championship sluttabell säsongen 2012/2013.
| Nr | Lag                  | S  | V  | O  | F  | GM | IM | MS  | P  |
| -- | -------------------- | -- | -- | -- | -- | -- | -- | --- | -- |
| 6  | Leicester City FC    | 46 | 19 | 11 | 16 | 71 | 48 | +23 | 68 |
| 7  | Bolton Wanderers FC  | 46 | 18 | 14 | 14 | 69 | 61 | +8  | 68 |
| 8  | Nottingham Forest FC | 46 | 17 | 16 | 13 | 63 | 59 | +4  | 67 |
| 9  | Charlton Athletic FC | 46 | 17 | 14 | 15 | 65 | 59 | +6  | 65 |
| 10 | Derby County FC      | 46 | 16 | 13 | 17 | 65 | 62 | +3  | 61 |
| 11 | Burnley FC           | 46 | 16 | 13 | 17 | 62 | 60 | +2  | 61 |
| 12 | Birmingham City FC   | 46 | 15 | 16 | 15 | 63 | 69 | −6  | 61 |
| 13 | Leeds United AFC     | 46 | 17 | 10 | 19 | 57 | 66 | −9  | 61 |

|  | The Championship mästare och kvalificerade till Premier League säsongen 2013-2014. |
|  | Direktkvalificerade till Premier League säsongen 2013-2014.                        |
|  | Kvalificerade för playoff till Premier League säsongen 2013-2014.                  |

## Säsongssummering 2012/2013

### Maj 2012
Den 2 maj offentliggjorde Neil Warnock att han ämnar låta elva spelare från truppen 2011/2012 lämna klubben genom att sex kontrakterade spelare placeras på transferlistan för att säljas samt att ytterligare fem spelares kontrakt inte kommer att förnyas utan att de släpps som free agents. De sex att säljas är Adam Clayton, Ramón Núñez, Billy Paynter, Paul Connolly, Andy O'Brien och Paul Rachubka, och de fem som släpps är Alex Bruce, Lloyd Sam, Mikael Forssell, Danny Webber samt Maik Taylor.
Ytterligare två spelare, Michael Brown och Aidan White, hade kontrakt som gick ut sista juni men klubben ämnar erbjuda dem nya kontrakt.
Den 4 maj meddelade klubben att man köpt mittbacken Jason Pearce från Portsmouth FC för £500 000 och att man erbjudit spelaren ett fyraårskontrakt. Samma dag meddelades att klubben tecknat ett nytt förbättrat kontrakt med Tom Lees som knyter honom till klubben i ytterligare fyra år.
Den 29 maj gjorde klubben ett offentligt uttalande att man diskuterade med en potentiell investerare angående en långtidsinvestering i klubbens framtid och att en due diligence inleds.

### Juni 2012
I mitten av juni presenterade klubben två nyförvärv, vänsterbacken Adam Drury från Norwich City FC och mittfältaren Paul Green från Derby County FC, båda spelarna kontrakterades efter att ha släppts som free agent av sina respektive klubbar.

### Juli 2012
I början av juli meddelar klubben att de har accepterat ett bud från Huddersfield på Adam Clayton och några dagar senare att de köpt och skrivit ett tre-årskontrakt med målvakten Paddy Kenny från Queens Park Rangers FC. Efter ytterligare cirka en vecka meddelas att målvakten Andrew Lonergan sålts till Bolton Wanderers FC. 
Leeds inledde försäsongsprogrammet med en vinst (5-2) i matchen mot Farsley Celtic AFC, samma dag meddelade klubben att Aidan White förlängde sitt kontrakt med klubben i ytterligare 3 år.. Klubben förstärkte truppen ytterligare den 23 juli genom att skriva kontrakt med anfallarna Andy Gray och Luke Varney, mittfältaren Rodolph Austin samt målvakten Jamie Ashdown.
Den 26 juli meddelade klubben att de accepterat ett bud från Norwich på lagkapten Robert Snodgrass som därmed lämnade klubben.

### Augusti 2012
Den 3 augusti offentliggjorde klubben de nya tröjnumren för säsongen. Leeds avslutade försäsongens träningsmatcher med en 1-0-vinst borta mot Burton Albion, därmed vann laget sex och spelade en oavgjord match under försäsongen.
Den 11 augusti vann Leeds sin första tävlingsmatch för säsongen då laget besegrade Shrewsbury Town med 4-0 i första omgången av Capital One Cup (ligacupen) och följde sedan upp med att vinna mot Oxford hemma med 3-0 i andra omgången. Den 18 augusti inledde Leeds ligaspelet med en 1-0-vinst hemma mot Wolverhampton. Åtta spelare, Kenny, Byram, Peltier, Pearce, Green, Austin, Varney, Norris och Diouf (inhopp), gjorde sin ligadebut för klubben och Lee Peltier utsågs till ny lagkapten..
När transferfönstret stängdes den 31 augusti Under hade totalt elva nya spelare rekryterats samtidigt som tio spelare lämnat klubben. Tre spelare hade dessutom lånats ut.
Efter tre ligamatcher, två vinster och en förlust, låg Leeds på sjunde plats i ligan.

### September 2012
I den fjärde ligamatchen för säsongen spelade Leeds och Blackburn 3-3 på Elland Road. Efter två raka förluster i ligan vann Leeds först hemma mot Nottingham i ligan och därefter överraskade laget med att slå ut Premier League-laget Everton i ligacupens tredje omgång.
Efter en månad med fem ligamatcher, två vinster, en oavgjord och två förluster, låg Leeds på nionde plats i tabellen. 

### Oktober 2012
Klubben rekryterade Ryan Hall på ett tre månaders lån. Efter att ha spelat sju matcher i rad utan förlust förlorade Leeds hemma mot Birmingham. Månadens fem ligamatcher resulterade i en vinst, tre oavgjorda och en förlust.
I den sista matchen i månaden besegrade laget Premier League-laget Southampton hemma med 3-0 i fjärde omgången av Capital One Cup.

### November 2012
I den sextonde ligamatchen för säsongen mötte Leeds på femtonde plats Watford på sextonde på hemmaplan. De hade spelat fem ligamatcher i rad utan vinst och supportrarna vädrade en seger, men Watford vann matchen med 6-1 efter att Leeds fått spela nästan hela andra halvlek med enbart 9 man efter en utvisning samt skada. Efter tre raka förluster i ligan hade laget halkat ned till 18:e plats i tabellen. Leeds lånade ytterligare två spelare på lån innan lånefönstret stängdes under månaden, Swanseas försvarare Alan Tate samt West Bromwich Jerome Thomas, båda fram till slutet av januari. De sex matcherna i ligan under månaden resulterade i två vinster, en oavgjord och tre förluster.

### December 2012
Den 14 december meddelade klubben att man skrivit ett nytt 18 månaders kontrakt med El-Hadji Diouf. I kvartsfinalen av ligacupen förlorade Leeds mot Chelsea med 1-5 efter att ha varit i ledning med 1-0 i halvtid. I matchen mot Middlesbrough gjorde Davide Somma att efterlängtat inhopp efter att ha varit borta på grund av skada sedan maj 2011, Leeds vann dessutom matchen med 2-1.

### Januari 2013
Under transferfönstret i januari övergick klubbens ledande målskytt Luciano Becchio till Norwich i en bytesaffär mot anfallaren Steve Morison. Laget förstärkte ytterligare med försvarsspelaren Stephen Warnock från Aston Villa samt lånade anfallaren Mouhamadou Habib Habibou för resten av säsongen. Dessutom kontrakterade klubben två spelare som fram till dess varit inlånade, Ryan Hall och Michael Tonge samt lät Robbie Rogers och Andy Gray lämna. I FA-cupen besegrade Leeds först Birmingham i tredje omgången efter omspel och därefter Tottenham med 2-1 i fjärde omgången. Efter de tre matcherna i ligan under månaden, två vinster och en förlust, låg laget på en elfte plats i tabellen. 

### Februari 2013
I FA-cupen förlorade Leeds borta mot Manchester City med 0-4 i femte omgången. Fem matcherna i ligan under månaden resulterade i en vinst, två oavgjorda och två förluster och en nionde plats i tabellen. 

### Mars 2013
Efter en inledande vinst mot Millwall under månaden spelade laget fem raka ligamatcher utan vinst. Månadens facit i blev en vinst, tre oavgjorda och två förluster, och en elfte plats i tabellen.

### April 2013
Efter laget tredje raka förlust i ligan den 1 april meddelade klubben att Neil Warnock lämnar klubben och sin post som manager efter drygt ett år, detta sedan det är klart att klubben inte kommer att vinna uppflyttning. Den 12 april meddelade klubben att de har utsett Brian McDermott till ny manager. 
Den 27 april meddelade klubben att Samuel Byram vunnit klubbens pris som Årets spelare samt dessutom priset som Spelarnas val till Årets spelare och Årets unge spelare.
Under april spelade klubben sex ligamatcher som resulterade i två vinster och fyra förluster och en sextonde plats i tabellen.

### Maj 2013
Den 3 maj meddelade klubben att de inte kommer att förlänga kontrakten med 10 spelare när deras kontrakt går ut under maj månad. De tio är Leigh Bromby, Paul Connolly, Davide Somma, Patrick Kisnorbo, Paul Rachubka, Mouhamadou Habib Habibou, Monty Gimpel, Sanchez Payne, Patrick Antelmi och Jordan Snodin. Leigh Bromby och Davide Somma, båda långtidsskadade, kommer dock att stanna kvar i klubben, Bromby som tränare i Leeds fotbollsakademi och Somma i ett rehabiliteringsprogram med målet att försöka ta en plats i truppen till kommande  säsong.
Laget avslutade säsongen med en vinst i sista ligamatchen och slutade därmed på en slutlig trettonde plats i tabellen.

### Publikgenomsnitt
Säsongens publikgenomsnitt på hemmaplan i ligan sjönk till 21 572, vilket är det sjätte högsta i Championship men nästan 2 000 färre än fjolårets snitt på 23 283 samt nästan 6 000 lägre än snittet på 27 299 från förfjol.
Enligt fotbollsligans statistik var Leeds det lag med flest medföljande supportrar till lagets bortamatcher med ett genomsnitt av 2 678 bortasupportrar per match.

### Försäljningen av Leeds United
Enligt en tidningsartikel i oktober var GFH Capital Limited, ett Dubaibaserat dotterbolag till Gulf Finance House, de som stod bakom det planerade övertagandet av Leeds United. De hade lagt fram ett förslag till klubbens huvudägare och ordföranden Ken Bates som innebär ett 100-procentigt uppköp av Leeds City Holdings Limited, moderbolaget som äger Leeds United. GFH Capital erbjudande, beräknat till cirka £52 miljoner, var helt kontantfinansierat och innebar ingen extern skuldbörda för klubben. Ordförandeposten kommer troligtvis att upptas av GFH Capitals frontfigur David Haigh.
Den 21 november offentliggör klubben att ett avtals slutits med GFH Capital Limited som efter en övergångsperiod på en månad tar över ägarskapet av klubben. David Haig går direkt in i Leeds styrelse men Ken Bates behåller ordförandeskapet fram till säsongens slut. Bates kommer därefter att bli president i klubben.
Den 21 december bekräftade klubben att övertagandet är slutfört och att de nya ägarna, GFH Capital, nu äger 100 % av klubben.

## Match och spelarstatistik 2012/2013

### Spelartruppen 2012/2013
Matchstatistiken är uppdaterad till och med säsongen 2012/2013.
| Nr | Namn             | Nat              | Landslagsmeriter | Pos | Ålder | Sedan     | Matcher | Mål | T.o.m.    | Transfer | Notering          |
| -- | ---------------- | ---------------- | ---------------- | --- | ----- | --------- | ------- | --- | --------- | -------- | ----------------- |
| 1  | Paddy Kenny      | England          | Irland           | MV  | 46    | 2012      | 047     | 0   | 2015      | £400k    | LUFC news         |
| 2  | Lee Peltier      | England          | England U18      | F   | 38    | 2012      | 048     | 0   | 2015      | £800k    | Lee Peltier       |
| 3  | Adam Drury       | England          |                  | F   | 46    | 2012      | 015     | 0   | 2014      | Fri      | LUFC news         |
| 4  | Tom Lees         | England          | England U21      | F   | 34    | 2008      | 092     | 04  | 2016      | Ungdom   | LUFC news         |
| 5  | Jason Pearce     | England          |                  | F   | 37    | 2012      | 041     | 0   | 2016      | £500k    | LUFC news         |
| 6  | Patrick Kisnorbo | Australien       | Australien       | F   | 43    | 2009      | 058     | 01  | 2013      | Fri      | LUFC news         |
| 7  | Paul Green       | England          | Irland           | MF  | 41    | 2012      | 036     | 04  | 2014      | Fri      | LUFC news         |
| 8  | Rodolph Austin   | Jamaica          | Jamaica          | MF  | 39    | 2012      | 038     | 04  | 2013      | £300k    | LUFC news         |
| 9  | Steve Morison    | Wales            | Wales            | A   | 41    | 2013      | 016     | 03  | 2016      | Fri      | LUFC news         |
| 11 | Luke Varney      | England          |                  | MF  | 42    | 2012      | 039     | 06  | 2014      | £500k    | LUFC news         |
| 12 | Jamie Ashdown    | England          |                  | MV  | 44    | 2012      | 08      | 0   | 2014      | Fri      | LUFC news         |
| 14 | Aidan White      | England · Irland | Irland U21       | F   | 33    | 2008      | 098     | 02  | 2015      | Ungdom   | LUFC news         |
| 15 | Stephen Warnock  | England          | England          | F   | 43    | 2013      | 017     | 01  | 2015      | Fri      | LUFC news         |
| 16 | Danny Pugh       | England          |                  | MF  | 42    | 2004 2011 | 099     | 08  | 2006 2014 | Okänd    | LUFC news         |
| 17 | Michael Brown    | England          | England U21      | MF  | 48    | 2011      | 059     | 02  | 2013      | Fri      | LUFC news         |
| 18 | Michael Tonge    | England          |                  | MF  | 41    | 2012      | 039     | 05  | 2015      | £200k    | LUFC news         |
| 19 | David Norris     | England          |                  | MF  | 44    | 2012      | 034     | 04  | 2015      | Fri      | LUFC news         |
| 21 | El-Hadji Diouf   | Senegal          | Senegal          | A   | 44    | 2012      | 045     | 07  | 2014      | Fri      | LUFC news         |
| 23 | Zac Thompson     | England          |                  | MF  | 32    | 2011      | 011     | 0   | 2015      | Fri      | BBC newsLUFC news |
| 24 | Paul Connolly    | England          |                  | F   | 41    | 2010      | 064     | 0   | 2013      | Fri      | LUFC news         |
| 25 | Samuel Byram     | England          |                  | MF  | 31    | 2012      | 053     | 04  | 2015      | Ungdom   | LUFC news         |
| 26 | Dominic Poleon   | England          |                  | A   | 31    | 2012      | 08      | 02  | 2015      | Ungdom   | LUFC news         |
| 28 | Davide Somma     | Sydafrika        | Sydafrika        | A   | 39    | 2009      | 040     | 13  | 2014      | Fri      | LUFC news         |
| 30 | Ryan Hall        | England          |                  | A   | 37    | 2012      | 09      | 0   | 2013      | £150K    | LUFC news         |
| 31 | Paul Rachubka    | USA              | England U20      | MV  | 43    | 2011      | 07      | 0   | 2013      | Fri      | LUFC news         |
| 32 | Chris Dawson     | England          | Wales U21        | MF  | 30    | 2013      | 0       | 0   | 2016      | Ungdom   | LUFC news         |
| 33 | Alex Cairns      | England          |                  | MV  | 32    | 2011      | 01      | 0   | 2014      | Ungdom   | LUFC news         |
| 44 | Ross McCormack   | Skottland        | Skottland        | A   | 38    | 2010      | 108     | 29  | 2015      | £350k    | LUFC news         |
| x  | Leigh Bromby     | England          |                  | F   | 44    | 2009      | 064     | 01  | 2013      | £250k    | LUFC news         |
| x  | Charlie Taylor   | England          | England U19      | F   | 31    | 2011      | 04      | 0   | 2014      | Ungdom   | LUFC news         |

Ovanstående tröjnummer (Nr) är de av klubben aviserade under säsongen. Övrig spelarstatistik innefattar enbart tävlingsmatcher i ligan (inklusive slutspel), FA-cupen, Ligacupen och Football League Trophy för Leeds och är uppdaterad till och med 25 maj 2013 (det vill säga, efter säsongen sista match). Landslagsmeriter = innefattar enbart den högsta nivå spelaren representerat sitt land. Matcher = det totala antal matcher som spelaren medverkat i dvs spelat från start eller blivit inbytt. Mål innefattar mål i samtliga turneringar. Fri = spelaren var en Free agent, Lån = spelaren har temporärt lånats in från en annan klubb, Ungdom= spelare som avancerat från klubbens egen ungdomsverksamhet. Positioner: A = Anfallsspelare, MV = Fotbollsmålvakt, MF = Mittfältare, F = Försvarsspelare.

### Spelarstatistik säsongen 2012/2013
Innefattar enbart matcher från säsongen 2012/2013.
| Kenny                                                                        | 01 | MV | 47 | 47 |    | 46 |    |    |    | 01 |    |         |
| Peltier                                                                      | 02 | F  | 46 | 48 |    | 41 |    | 03 |    | 04 |    |         |
| Drury                                                                        | 03 | F  | 14 | 15 |    | 12 |    | 02 |    | 01 |    |         |
| Lees                                                                         | 04 | F  | 46 | 48 | 02 | 40 | 01 | 04 |    | 04 | 01 |         |
| Pearce                                                                       | 05 | F  | 32 | 41 |    | 33 |    | 03 |    | 05 |    |         |
| Kisnorbo                                                                     | 06 | F  | 01 | 01 |    |    |    |    |    | 01 |    | Utlånad |
| Green                                                                        | 07 | MF | 34 | 36 | 04 | 22 | 04 | 02 |    | 02 |    |         |
| Austin                                                                       | 08 | MF | 33 | 38 | 04 | 31 | 02 | 03 |    | 04 | 02 |         |
| Morison                                                                      | 09 | A  | 13 | 16 | 3  | 14 | 03 | 01 |    |    |    |         |
| Varney                                                                       | 11 | MF | 31 | 39 | 06 | 34 | 04 | 03 | 01 | 02 | 01 |         |
| Ashdown                                                                      | 12 | MV | 08 | 08 |    |    |    | 04 |    | 04 |    |         |
| White                                                                        | 14 | MF | 21 | 33 | 02 | 24 | 01 | 04 |    | 05 | 01 |         |
| Warnock                                                                      | 15 | F  | 17 | 17 | 01 | 16 | 01 | 01 |    |    |    |         |
| Pugh                                                                         | 16 | MF | 02 | 06 |    | 04 |    |    |    | 02 |    | Utlånad |
| Brown                                                                        | 17 | MF | 23 | 33 | 01 | 24 | 01 | 04 |    | 05 |    |         |
| Tonge                                                                        | 18 | MF | 35 | 39 | 05 | 35 | 04 | 01 |    | 03 | 01 |         |
| Norris                                                                       | 19 | MF | 29 | 34 | 04 | 30 | 02 | 02 |    | 02 | 01 |         |
| Diouf                                                                        | 21 | A  | 35 | 45 | 07 | 36 | 05 | 04 | 01 | 05 | 01 |         |
| Thompson                                                                     | 23 | MF |    | 01 |    |    |    |    |    | 01 |    | Utlånad |
| Connolly                                                                     | 24 | F  |    |    |    |    |    |    |    |    |    | Utlånad |
| Byram                                                                        | 25 | F  | 50 | 53 | 04 | 44 | 03 | 04 |    | 05 | 01 |         |
| Poleon                                                                       | 26 | A  | 01 | 08 | 02 | 06 | 02 |    |    | 02 |    |         |
| Somma                                                                        | 28 | A  | 01 | 06 | 01 | 04 | 01 | 02 |    |    |    |         |
| Hall                                                                         | 30 | A  | 03 | 09 |    | 08 |    | 01 |    |    |    |         |
| Rachubka                                                                     | 31 | MV |    |    |    |    |    |    |    |    |    | Utlånad |
| Dawson                                                                       | 32 | MF | 01 | 01 |    | 01 |    |    |    |    |    |         |
| Cairns                                                                       | 33 | MV |    |    |    |    |    |    |    |    |    |         |
| McCormack                                                                    | 44 | A  | 30 | 38 | 08 | 32 | 05 | 04 | 02 | 02 | 01 |         |
| Bromby                                                                       | x  | F  |    |    |    |    |    |    |    |    |    |         |
| C Taylor                                                                     | x  | F  |    |    |    |    |    |    |    |    |    | Utlånad |
| Spelare som lånats in under säsongen men sedan återvänt till sin moderklubb. |    |    |    |    |    |    |    |    |    |    |    |         |
| Habibou                                                                      | 22 | A  | 01 | 03 |    | 04 |    |    |    |    |    | Inlånad |
| Thomas                                                                       | 09 | MF | 07 | 07 | 01 | 06 | 01 |    |    | 01 |    | Inlånad |
| Tate                                                                         | 15 | F  | 11 | 11 |    | 10 |    | 01 |    |    |    | Inlånad |
| Barkley                                                                      | 20 | MF | 03 | 04 |    | 04 |    |    |    |    |    | Inlånad |
| Spelare som lämnat men representerat klubben under säsongen.                 |    |    |    |    |    |    |    |    |    |    |    |         |
| Becchio                                                                      | 10 | A  | 29 | 31 | 19 | 26 | 15 | 01 | 01 | 04 | 03 |         |
| Gray                                                                         | 20 | A  | 01 | 09 | 01 | 08 | 01 |    |    | 01 |    |         |

### Laguppställningar
| 1:a ligamatchen mot Wolves: 44McCormack 10Becchio 11Varney8Austin 19Norris7Green 14White5Pearce 2Peltier (c)25Byram 1Kenny | 11:e ligamatchen mot Sheff Wed: 21Diouf 10Becchio 18Tonge8Austin 17Brown14White 2Peltier (c)5Pearce 4Lees25Byram 1Kenny | 20:e ligamatchen mot Huddersfield: 44McCormack 10Becchio 9Thomas19Norris 18Tonge7Green 2Peltier (c)15Tate 4Lees25Byram 1Kenny | 32:a ligamatchen mot Blackpool: 11Varney 9Morison 44McCormack 19Norris 18Tonge 7Green 15Warnock2Peltier (c) 4Lees25Byram 1Kenny | 44:e ligamatchen mot Birmingham 44McCormack 11Varney 18Tonge21Diouf 7Green8Austin 15Warnock4Lees 5Pearce25Byram 1Kenny |

### Ledande målskyttar
Leeds interna skytteliga.
| Namn            | Nr | Nat       | Pos | Mål Ligan | Mål FA-cupen | Mål Ligacupen | Mål Totalt | Notering        |
| --------------- | -- | --------- | --- | --------- | ------------ | ------------- | ---------- | --------------- |
| Luciano Becchio | 10 | Argentina | A   | 15        | 01           | 03            | 19         | Såld i jan 2013 |
| Ross McCormack  | 44 | Skottland | A   | 05        | 02           | 01            | 08         |                 |
| El-Hadji Diouf  | 21 | Senegal   | A   | 05        | 01           | 01            | 07         |                 |
| Luke Varney     | 11 | England   | A   | 04        | 01           | 01            | 06         |                 |
| Michael Tonge   | 18 | England   | MF  | 04        |              | 01            | 05         |                 |

Innefattar enbart tävlingsmatcher under säsongen 2012/2013. 

## Utmärkelser

### Leeds Uniteds interna utmärkelser

#### Klubbens officiella utmärkelser som Årets spelare, etc
Den 27 april delade klubben ut följande priser för säsongen 2012/13.
- Årets spelare: Samuel Byram
- Spelarnas val till Årets spelare: Samuel Byram
- Årets unge spelare: Samuel Byram
- Årets mål: Ross McCormack (mot Tottenham i FA-cupen den 27 jan 2013)
- Snabbaste spelmålet: Aidan White (mot Everton i Carling Cup den 25 sep 2012
- Utmärkelse för Främsta samhällsbidrag: Leigh Bromby
- Ordförandens specialutmärkelse: Tom Lees

## Säsongens matchfakta

### The Championship
Leeds matchschema i Football League Championship säsongen 2012/2013.
| 1:a matchen 18 aug 2012 | Leeds United | 1 - 0   | Wolverhampton Wanderers FC | Elland Road                    |  |  |
| 12:45 (BST)             | Becchio 17′  | Rapport |                            | Publik: 23 745 Domare: T Bates |  |  |
|                         |              |         |                            |                                |  |  |

| 2:a matchen 21 aug 2012 | Blackpool FC                   | 2 - 1   | Leeds United | Bloomfield Road                     |  |  |
| 20:00 (BST)             | Dicko 75′ br /> M Phillips 80′ | Rapport | Lees 17′     | Publik: 14 315 Domare: D Whitestone |  |  |
|                         |                                |         |              |                                     |  |  |

| 3:e matchen 25 aug 2012 | Peterborough United FC | 1 - 2   | Leeds United    | London Road Stadium                |  |  |
| 15:00 (BST)             | Bostwick 73′           | Rapport | Becchio 7′, 50′ | Publik: 10 482 Domare: S Mathieson |  |  |
|                         |                        |         |                 |                                    |  |  |

| 4:e matchen 1 sep 2012 | Leeds United                        | 3 - 3   | Blackburn Rovers FC              | Elland Road                        |  |  |
| 15:00 (BST)            | Diouf 43′ McCormack 57′ Becchio 65′ | Rapport | Olsson 19′ Gomes 26′ Rochina 84′ | Publik: 24 411 Domare: N Swarbrick |  |  |
|                        |                                     |         |                                  |                                    |  |  |

| 5:e matchen 15 sep 2012 | Cardiff City FC                    | 2 - 1   | Leeds United | Cardiff City Stadium             |  |  |
| 15:00 (BST)             | Bellamy 66′ Whittingham 71′ (str.) | Rapport | Austin 76′   | Publik: 23 836 Domare: P Tierney |  |  |
|                         |                                    |         |              |                                  |  |  |

| 6:e matchen 18 sep 2012 | Leeds United               | 2 - 3   | Hull City FC                      | Elland Road                   |  |  |
| 19:45 (BST)             | Becchio 7′ (str.) Gray 90′ | Rapport | Elmohamady 22′ Faye 28′ Koren 75′ | Publik: 19 750 Domare: R East |  |  |
|                         |                            |         |                                   |                               |  |  |

| 7:e matchen 22 sep 2012 | Leeds United           | 2 - 1   | Nottingham Forest FC | Elland Road                   |  |  |
| 15:00 (BST)             | Becchio 14′ Poleon 26′ | Rapport | Blackstock 59′       | Publik: 24 292 Domare: D'Urso |  |  |
|                         |                        |         |                      |                               |  |  |

| 8:e matchen 29 sep 2012 | Bristol City FC                | 2 - 3   | Leeds United             | Ashton Gate Stadium              |  |  |
| 15:00 (BST)             | Adomah 70′ Austin 90+2′ (sjm.) | Rapport | Diouf 64′, 81′ Tonge 83′ | Publik: 15 692 Domare: S Attwell |  |  |
|                         |                                |         |                          |                                  |  |  |

| 9:e matchen 2 okt 2012 | Bolton Wanderers FC | 2 - 2   | Leeds United                 | Reebok Stadium                |  |  |
| 19:45 (BST)            | Davies 14′, 79′     | Rapport | Byram 44′ Becchio 50′ (str.) | Publik: 21 258 Domare: P Dowd |  |  |
|                        |                     |         |                              |                               |  |  |

| 10:e matchen 6 okt 2012 | Leeds United       | 1 - 0   | Barnsley FC | Elland Road                      |  |  |
| 15:00 (BST)             | Becchio 42′ (str.) | Rapport |             | Publik: 22 569 Domare: D Deadman |  |  |
|                         |                    |         |             |                                  |  |  |

| 11:e matchen 19 okt 2012 | Sheffield Wednesday FC | 1 - 1   | Leeds United | Hillsborough Stadium              |  |  |
| 19:45 (BST)              | Boothroyd 42′          | Rapport | Tonge 77′    | Publik: 28 582 Domare: E Ilderton |  |  |
|                          |                        |         |              |                                   |  |  |

| 12:e matchen 23 okt 2012 | Leeds United | 1 - 1   | Charlton Athletic FC | Elland Road                     |  |  |
| 19:45 (BST)              | Norris 36′   | Rapport | Dervite 49′          | Publik: 17 484 Domare: N Miller |  |  |
|                          |              |         |                      |                                 |  |  |

| 13:e matchen 27 okt 2012 | Leeds United | 0 - 1   | Birmingham City FC | Elland Road                        |  |  |
| 15:00 (BST)              |              | Rapport | Lita 75′           | Publik: 22 152 Domare: G Salisbury |  |  |
|                          |              |         |                    |                                    |  |  |

| 14:e matchen 2 nov 2012 | Brighton & Hove Albion FC | 2 - 2   | Leeds United               | Amex Community Stadium           |  |  |
| 19:45 (BST)             | Mackail-Smith 15′ (str.)  | Rapport | Diouf 36′ (str.) Brown 66′ | Publik: 26 402 Domare: Lee Mason |  |  |
|                         |                           |         |                            |                                  |  |  |

| 15:e matchen 6 nov 2012 | Burnley FC | 1 - 0   | Leeds United | Turf Moor                           |  |  |
| 19:45 (BST)             | Austin 82′ | Rapport |              | Publik: 14 470 Domare: G Eltringham |  |  |
|                         |            |         |              |                                     |  |  |

| 16:e matchen 10 nov 2012 | Leeds United                | 1 - 6   | Watford FC                                                   | Elland Road                     |  |  |
| 15:00 (BST)              | Tonge 80′ (str.) Pearce 43' | Rapport | Vydra 28′, 83′ Abdi 61′ Yeates 75′ Murray 90+4′ Deeney 90+8′ | Publik: 19 104 Domare: T Kettle |  |  |
|                          |                             |         |                                                              |                                 |  |  |

| 17:e matchen 18 nov 2012 | Millwall FC | 1 - 0   | Leeds United | The New Den                     |  |  |
| 13:15 (BST)              | Wood 85′    | Rapport | Varney 47'   | Publik: 13 117 Domare: M Halsey |  |  |
|                          |             |         |              |                                 |  |  |

| 18:e matchen 24 nov 2012 | Leeds United          | 2 - 1   | Crystal Palace FC | Elland Road                    |  |  |
| 15:00 (BST)              | Becchio 51′ Green 75′ | Rapport | Ramage 85′        | Publik: 20 964 Domare: D Coole |  |  |
|                          |                       |         |                   |                                |  |  |

| 19:e matchen 27 nov 2012 | Leeds United      | 1 - 0   | Leicester City FC | Elland Road                         |  |  |
| 19:45 (BST)              | Becchio 3′ (str.) | Rapport |                   | Publik: 17 717 Domare: Mick Russell |  |  |
|                          |                   |         |                   |                                     |  |  |

| 20:e matchen 1 dec 2012 | Huddersfield Town FC            | 2 - 4   | Leeds United                          | Galpharm Stadium          |  |  |
| 12:30 (BST)             | Atkinson 11′ Clayton 42′ (str.) | Rapport | Tonge 34′ Becchio 36′, 85′ Norris 69′ | Publik: Domare: Mike Dean |  |  |
|                         |                                 |         |                                       |                           |  |  |

| 21:a matchen 8 dec 2012 | Derby County FC                    | 3 - 1   | Leeds United | Pride Park Stadium               |  |  |
| 13:00 (BST)             | Sammon 14′ Buxton 65′ Davies 90+4′ | Rapport | Green 44′    | Publik: 25 034 Domare: Mathieson |  |  |
|                         |                                    |         |              |                                  |  |  |

| 22:a matchen 15 dec 2012 | Leeds United         | 2 - 0   | Ipswich Town FC | Elland Road                       |  |  |
| 15:00 (BST)              | Thomas 18′ Green 67′ | Rapport |                 | Publik: 19 185 Domare: O Langford |  |  |
|                          |                      |         |                 |                                   |  |  |

| 23:e matchen 22 dec 2012 | Leeds United     | 2 - 1   | Middlesbrough FC | Elland Road                      |  |  |
| 15:00 (BST)              | Becchio 44′, 72′ | Rapport | Juikiewicz 28′   | Publik: 25 406 Domare: P Tierney |  |  |
|                          |                  |         |                  |                                  |  |  |

| 24:e matchen 26 dec 2012 | Nottingham Forest FC                              | 4 - 2   | Leeds United        | City Ground                    |  |  |
| 13:00 (BST)              | Sharp 44′ (str.) Austin 57′ (sjm.) Blackstock 51′ | Rapport | Green 12′ Somma 90′ | Publik: 26 670 Domare: T Bates |  |  |
|                          |                                                   |         |                     |                                |  |  |

| 25:e matchen 29 dec 2012 | Hull City FC         | 2 - 0   | Leeds United | KC Stadium                         |  |  |
| 12:30 (BST)              | Evans 51′ Meyler 54′ | Rapport |              | Publik: 23 453 Domare: G Eltrigham |  |  |
|                          |                      |         |              |                                    |  |  |

| 26:e matchen 1 jan 2013 | Leeds United       | 1 - 0   | Bolton Wanderers FC | Elland Road                    |  |  |
| 15:00 (BST)             | Becchio 65′ (str.) | Rapport |                     | Publik: 22 386 Domare: P Gibbs |  |  |
|                         |                    |         |                     |                                |  |  |

| 27:e matchen 12 jan 2013 | Barnsley FC        | 2 - 0   | Leeds United | Oakwell                         |  |  |
| 15:00 (BST)              | Dagnall 62′ (str.) | Rapport |              | Publik: 13 999 Domare: C Pawson |  |  |
|                          |                    |         |              |                                 |  |  |

| 28:e matchen 19 jan 2013 | Leeds United  | 1 - 0   | Bristol City FC | Elland Road                        |  |  |
| 15:00 (BST)              | McCormack 67′ | Rapport |                 | Publik: 18 156 Domare: D Sheldrake |  |  |
|                          |               |         |                 |                                    |  |  |

| 29:e matchen 2 feb 2013 | Leeds United | 0 - 1   | Cardiff City FC | Elland Road                   |  |  |
| 15:00 (BST)             |              | Rapport | Campbell 64′    | Publik: 19 236 Domare: M Dean |  |  |
|                         |              |         |                 |                               |  |  |

| 30:e matchen 9 feb 2013 | Wolverhampton Wanderers FC   | 2 - 2   | Leeds United                    | Molineux                      |  |  |
| 15:00 (BST)             | Peltier 54′ (sjm.) Batth 90′ | Rapport | Varney 65′ McCormack 78′ (str.) | Publik: 23 463 Domare: R East |  |  |
|                         |                              |         |                                 |                               |  |  |

| 31:a matchen 12 feb 2013 | Middlesbrough FC | 1 - 0   | Leeds United | Riverside Stadium               |  |  |
| 15:00 (BST)              | Main 84′         | Rapport |              | Publik: 18 388 Domare: K Stroud |  |  |
|                          |                  |         |              |                                 |  |  |

| 32:a matchen 19 feb 2013 | Leeds United           | 2 - 0   | Blackpool FC | Elland Road                      |  |  |
| 19:45 (BST)              | Norris 57′ Morison 61′ | Rapport |              | Publik: 25 532 Domare: C Boyeson |  |  |
|                          |                        |         |              |                                  |  |  |

| 33:e matchen 23 feb 2013 | Blackburn Rovers FC | 0 - 0   | Leeds United | Ewood Park                          |  |  |
| 15:00 (BST)              |                     | Rapport |              | Publik: 18 467 Domare: I Williamson |  |  |
|                          |                     |         |              |                                     |  |  |

| 34:e matchen 2 mar 2013 | Leeds United                 | 1 - 0   | Millwall FC | Elland Road                    |  |  |
| 15:00 (BST)             | Warnock 72′ (str.) McCormack | Rapport |             | Publik: 19 002 Domare: M Jones |  |  |
|                         |                              |         |             |                                |  |  |

| 35:e matchen 5 mar 2013 | Leicester City FC | 1 - 1   | Leeds United | King Power Stadium               |  |  |
| 19:45 (BST)             | Keane 90+3′       | Rapport | Byram 52′    | Publik: 22 660 Domare: P Tierney |  |  |
|                         |                   |         |              |                                  |  |  |

| 36:e matchen 9 mar 2013 | Crystal Palace FC | 2 - 2   | Leeds United     | Selhurst Park                       |  |  |
| 15:00 (BST)             | Murray 27′, 84′   | Rapport | Morison 57′, 69′ | Publik: 19 976 Domare: D Whitestone |  |  |
|                         |                   |         |                  |                                     |  |  |

| 37:e matchen 12 mar 2013 | Leeds United | 1 - 1   | Peterborough United FC | Elland Road                     |  |  |
| 15:00 (BST)              | Byram 56′    | Rapport | Gayle 15′              | Publik: 24 240 Domare: S Hooper |  |  |
|                          |              |         |                        |                                 |  |  |

| 38:e matchen 16 mar 2013 | Leeds United | 1 - 2   | Huddersfield Town FC  | Elland Road                      |  |  |
| 12:30 (BST)              | White 60′    | Rapport | Danns 54′ Vaughan 86′ | Publik: 23 814 Domare: A Mariner |  |  |
|                          |              |         |                       |                                  |  |  |

| 39:e matchen 30 mar 2013 | Ipswich Town FC                         | 3 - 0   | Leeds United | Portman Road                    |  |  |
| 15:00 (BST)              | McGoldrick 45′, 49′ Emmanuel-Thomas 68′ | Rapport | Lees 32'     | Publik: 20 402 Domare: J Adcock |  |  |
|                          |                                         |         |              |                                 |  |  |

| 40:e matchen 1 apr 2013 | Leeds United  | 1 - 2   | Derby County FC       | Elland Road                   |  |  |
| 19:45 (BST)             | McCormack 66′ | Rapport | Coutts 72′ Buxton 88′ | Publik: 21 384 Domare: R East |  |  |
|                         |               |         |                       |                               |  |  |

| 41:a matchen 6 apr 2013 | Charlton Athletic FC    | 2 - 1   | Leeds United | The Valley                       |  |  |
| 15:00 (BST)             | Jackson 46′ Obika 90+4′ | Rapport | Varney 82′   | Publik: 18 900 Domare: S Attwell |  |  |
|                         |                         |         |              |                                  |  |  |

| 42:a matchen 13 apr 2013 | Leeds United    | 2 - 1   | Sheffield Wednesday FC | Elland Road                        |  |  |
| 15:00 (BST)              | Varney 63′, 69′ | Rapport | Johnson 27′            | Publik: 23 936 Domare: N Swarbrick |  |  |
|                          |                 |         |                        |                                    |  |  |

| 43:e matchen 16 apr 2013 | Leeds United | 1 - 0   | Burnley FC | Elland Road                     |  |  |
| 19:45 (BST)              | Austin 63′   | Rapport |            | Publik: 16 788 Domare: F Graham |  |  |
|                          |              |         |            |                                 |  |  |

| 44:e matchen 20 apr 2013 | Birmingham City FC | 1 - 0   | Leeds United | St Andrews Stadium              |  |  |
| 15:00 (BST)              | Mullins 70′        | Rapport |              | Publik: 17 666 Domare: S Hooper |  |  |
|                          |                    |         |              |                                 |  |  |

| 45:e matchen 27 apr 2013 | Leeds United                          | 1 - 2   | Brighton & Hove Albion FC | Elland Road                    |  |  |
| 15:00 (BST)              | Diouf 74′ (str.) Austin 12' Diouf 74' | Rapport | Buckley 10′ Ulloa 87′     | Publik: 24 904 Domare: G Scott |  |  |
|                          |                                       |         |                           |                                |  |  |

| 46:e matchen 4 maj 2013 | Watford               | 1 - 2   | Leeds United             | Vicarage Road                      |  |  |
| 15:00 (BST)             | Abdi 45+6′ Deeney 62' | Rapport | Poleon 42′ McCormack 90′ | Publik: 16 969 Domare: G Salisbury |  |  |
|                         |                       |         |                          |                                    |  |  |

#### Tabellplacering under säsongen
Nedanstående tabeller visar Leeds United placering i Championship efter varje spelad ligamatch.
| Omgång    | 1 | 2  | 3 | 4 | 5 | 6  | 7  | 8 | 9 | 10 | 11 | 12 | 13 | 14 | 15 | 16 | 17 | 18 | 19 | 20 | 21 | 22 | 23 | 24 | 25 | 26 | 27 | 28 | 29 | 30 | 31 | 32 | 33 | 34 | 35 | 36 | 37 | 38 | 39 | 40 | 41 | 42 | 43 | 44 | 45 | 46 |
| --------- | - | -- | - | - | - | -- | -- | - | - | -- | -- | -- | -- | -- | -- | -- | -- | -- | -- | -- | -- | -- | -- | -- | -- | -- | -- | -- | -- | -- | -- | -- | -- | -- | -- | -- | -- | -- | -- | -- | -- | -- | -- | -- | -- | -- |
| Spelplats | H | B  | B | H | B | H  | H  | B | B | H  | B  | H  | H  | B  | B  | H  | B  | H  | H  | B  | B  | H  | H  | B  | B  | H  | B  | H  | H  | B  | B  | H  | B  | H  | B  | B  | H  | H  | B  | H  | B  | H  | H  | B  | H  | A  |
| Resultat  | V | F  | V | O | F | F  | V  | V | O | V  | O  | O  | F  | O  | F  | F  | F  | V  | V  | V  | F  | V  | V  | F  | F  | V  | F  | V  | F  | O  | F  | V  | O  | V  | O  | O  | O  | F  | F  | F  | F  | V  | V  | F  | F  | V  |
| Position  | 5 | 14 | 7 | 7 | 9 | 13 | 11 | 9 | 9 | 7  | 6  | 7  | 11 | 10 | 15 | 17 | 18 | 16 | 15 | 10 | 14 | 12 | 8  | 9  | 9  | 8  | 11 | 11 | 12 | 11 | 11 | 9  | 9  | 9  | 10 | 10 | 10 | 10 | 11 | 12 | 16 | 11 | 11 | 13 | 16 | 13 |

### FA-cupen
Leeds FA-cupmatcher under säsongen.
| 3:e omgången 5 jan 2013 | Leeds United | 1 – 1   | Birmingham City | Elland Road                  |  |  |
| 16:00 (CET)             | Becchio 60′  | Rapport | Elliot 32′      | Publik: 11 447 Domare: C Foy |  |  |
|                         |              |         |                 |                              |  |  |

| 3:e omgången omspel 15 jan 2013 | Birmingham City | 1 – 2   | Leeds United                   | St Andrews Stadium              |  |  |
| 20:45 (CET)                     | Elliot 35′      | Rapport | McCormack 69′ Diouf 75′ (str.) | Publik: 8 962 Domare: A Woolmer |  |  |
|                                 |                 |         |                                |                                 |  |  |

| 4:e omgången 27 jan 2013 | Leeds United             | 2 – 1   | Tottenham   | Elland Road                     |  |  |
| 14:00 (CET)              | Varney 15′ McCormack 50′ | Rapport | Dempsey 57′ | Publik: 29 943 Domare: K Friend |  |  |
|                          |                          |         |             |                                 |  |  |

| 5:e omgången omspel 16 feb 2013 | Manchester City                           | 4 – 0   | Leeds United | Etihad Stadium                          |  |  |
| 16:00 (CET)                     | Yaya Toure 5′ Aguero 15′ (str.) Tevez 52′ | Rapport |              | Publik: 46 849 Domare: Mark Clattenburg |  |  |
|                                 |                                           |         |              |                                         |  |  |

### Capital One Cup (Ligacupen)
Leeds ligacupmatcher under säsongen.
| 1:a omgången 11 aug 2012 | Leeds United                                           | 4 - 0   | Shrewsbury Town | Elland Road                    |  |  |
| 16:00 (CET)              | Becchio 20′ Varney 26′ Norris 66′ McCormack 70′ (str.) | Rapport |                 | Publik: 18 194 Domare: Haywood |  |  |
|                          |                                                        |         |                 |                                |  |  |

| 2:a omgången 28 aug 2012 | Leeds United                  | 3 - 0   | Oxford | Elland Road                     |  |  |
| 20:45 (CET)              | Austin 27′ Byram 33′ Lees 73′ | Rapport |        | Publik: 13 798 Domare: G Sutton |  |  |
|                          |                               |         |        |                                 |  |  |

| 3:e omgången 25 sep 2012 | Leeds United        | 2 - 1   | Everton    | Elland Road                  |  |  |
| 20:45 (CET)              | White 4′ Austin 68′ | Rapport | Distin 81′ | Publik: 21 164 Domare: Mason |  |  |
|                          |                     |         |            |                              |  |  |

| 4:e omgången 30 okt 2012 | Leeds United                             | 3 - 0   | Southampton | Elland Road                  |  |  |
| 20:45 (CET)              | Tonge 34′ Diouf 85′ Becchio 90+1′ (str.) | Rapport |             | Publik: 17 002 Domare: C Foy |  |  |
|                          |                                          |         |             |                              |  |  |

| Kvartsfinal (5:e omg) 19 dec 2012 | Leeds United | 1 - 5   | Chelsea                                               | Elland Road                       |  |  |
| 20:45 (CET)                       | Becchio 37′  | Rapport | Mata 46′ Ivanovic 65′ Moses 66′ Hazard 81′ Torres 83′ | Publik: 33 816 Domare: A Marriner |  |  |
|                                   |              |         |                                                       |                                   |  |  |

### Försäsongens träningsmatcher
Leeds spelar följande träningsmatcher under förberedelserna inför den nya säsongen.
| 1 20 jul 2012 | Farsley Celtic AFC    | 2 - 5   | Leeds United                                   | Farsley, West Yorkshire            |  |  |
| 20:45 (CET)   | Muller 60′ Watson 68′ | Rapport | Gray 31′, 35′ Rogers 36′ Paynter 64′ Payne 89′ | Arena: Throstle Nest Publik: 2 500 |  |  |
|               |                       |         |                                                |                                    |  |  |

| 2 23 jul 2012 | Tavistock AFC | 0 - 6   | Leeds United                                                        | Devon                               |  |  |
| 20:00 (CET)   |               | Rapport | White 40′ Green 45′ självmål 61′ Rogers 77′ Poleon 86′ Thompson 88′ | Arena: Langsford Park Publik: 2 500 |  |  |
|               |               |         |                                                                     |                                     |  |  |

| 3 25 jul 2012 | Bodmin Town FC | 0 - 4   | Leeds United                                       | Bodmin                          |  |  |
| 20:00 (CET)   |                | Rapport | Varney 17′ Gray 41′ McCormack 45′ (str.) White 48′ | Arena: Prory Park Publik: 3 500 |  |  |
|               |                |         |                                                    |                                 |  |  |

| 4 27 jul 2012 | Torquay United FC | 1 - 2   | Leeds United      | Plainmoor     |  |  |
| 21:00 (CET)   | McKenzie 75′      | Rapport | McCormack 7′, 11′ | Publik: 3 925 |  |  |
|               |                   |         |                   |               |  |  |

| 5 1 aug 2012 | Sandefjord Fotball | 1 - 1   | Leeds United | Sandefjord                       |  |  |
| 19:00 (CET)  | Klepaker 52′       | Rapport | Pearce 17′   | Arena: Komplett.no Arena Publik: |  |  |
|              |                    |         |              |                                  |  |  |

| 6 4 aug 2012 | Preston North End FC | 1 - 3   | Leeds United                 | Deepdale               |  |  |
| 16:00 (CET)  | Mousinho 57′         | Rapport | Lees 31′ Byram 66′ White 80′ | Publik: Domare: D Bond |  |  |
|              |                      |         |                              |                        |  |  |

| 7 7 aug 2012 | Burton Albion FC | 0 - 1   | Leeds United | Pirelli Stadium                  |  |  |
| 20:45 (CET)  |                  | Rapport | Varney 27′   | Publik: 3 127 Domare: O Langford |  |  |
|              |                  |         |              |                                  |  |  |

## Spelartransaktioner inför säsongen 2012/2013

### Nya spelare som köpts eller kontrakteras inför eller under säsongen
| Namn            | Status | Nat       | Pos | Nr | Ålder | Från               | Fönster     | T.o.m.   | Summa    | Källa/Notering |
| --------------- | ------ | --------- | --- | -- | ----- | ------------------ | ----------- | -------- | -------- | --- |
| Jason Pearce    | Köp    | England   | F   | 5  | 37    | Portsmouth FC      | Sommar 2012 | 2016     | £500 000 | ”LUFCnews” (på engelska). www.leedsunited.com. 4 maj 2012. http://www.leedsunited.com/news/20120504/pearce-becomes-signing-number-one_2247585_2759594.         |
| Adam Drury      | Fri    | England   | F   | 3  | 33    | Norwich City FC    | Sommar 2012 | 2014     | Fri      | ”LUFCnews” (på engelska). www.leedsunited.com. 19 juni 2012. http://www.leedsunited.com/news/20120619/norwich-defender-agrees-leeds-deal_2247585_2816523.      |
| Paul Green      | Fri    | England   | MF  | 7  | 29    | Derby County FC    | Sommar 2012 | 2014     | Fri      | ”LUFCnews” (på engelska). www.leedsunited.com. 20 juni 2012. http://www.leedsunited.com/news/20120620/midfielder-becomes-signing-number-three_2247585_2817487. |
| Paddy Kenny     | Köp    | England   | MV  | 1  | 34    | QPR                | Sommar 2012 | 2015     | £450 000 | ”LUFCnews” (på engelska). www.leedsunited.com. 11 juli 2012. http://www.leedsunited.com/news/20120711/kenny-signs-up-for-united_2247585_2840722.               |
| Andy Gray       | Fri    | Skottland | A   | 18 | 34    | Barnsley FC        | Sommar 2012 | 2013     | Fri      | ”LUFCnews” (på engelska). www.leedsunited.com. 23 juli 2012. http://www.leedsunited.com/news/20120723/duo-agree-united-deals_2247585_2858024.                  |
| Jamie Ashdown   | Fri    | England   | MV  | 12 | 31    | Portsmouth FC      | Sommar 2012 | 2014     | Fri      | ”LUFCnews” (på engelska). www.leedsunited.com. 23 juli 2012. http://www.leedsunited.com/news/20120723/duo-agree-united-deals_2247585_2858024.                  |
| Luke Varney     | Köp    | England   | A   | 11 | 29    | Portsmouth FC      | Sommar 2012 | 2014     | £300 000 | ”LUFCnews” (på engelska). www.leedsunited.com. 23 juli 2012. http://www.leedsunited.com/news/20120723/deals-agreed-for-varney-and-austin_2247585_2858137.      |
| Rodolph Austin  | Köp    | Jamaica   | MF  | 8  | 27    | SK Brann           | Sommar 2012 | 2013     | £300 000 | ”LUFCnews” (på engelska). www.leedsunited.com. 23 juli 2012. http://www.leedsunited.com/news/20120723/deals-agreed-for-varney-and-austin_2247585_2858137.      |
| David Norris    | Okänd  | England   | MF  | 19 | 31    | Portsmouth FC      | Sommar 2012 | 2015     | Okänd    | ”LUFCnews” (på engelska). www.leedsunited.com. 27 juli 2012. http://www.leedsunited.com/news/20120727/midfielder-deal-completed_2247585_2863008.               |
| Lee Peltier     | Okänd  | England   | F   | 2  | 25    | Leicester          | Sommar 2012 | 2015     | Okänd    | ”LUFCnews” (på engelska). www.leedsunited.com. 4 augusti 2012. http://www.leedsunited.com/news/20120804/defender-completes-united-move_2247585_2871481.        |
| El-Hadji Diouf  | Fri    | Senegal   | A   | 21 | 31    | Fri                | Sommar 2012 | maj 2014 | Okänd    | ”LUFCnews” (på engelska). www.leedsunited.com. 11 augusti 2012. http://www.leedsunited.com/news/20120811/diouf-signs-up-for-united_2247585_2878199.            |
| Michael Tonge   | Köp    | England   | MF  | 18 | 41    | Stoke City FC      | Jan 2013    | maj 2015 | Okänd    | ”LUFCnews” (på engelska). www.leedsunited.com. 10 januari 2013. http://www.leedsunited.com/news/20130110/midfielder-signs-up-for-long-term_2247585_3035872.    |
| Ryan Hall       | Köp    | England   | A   | 30 | 37    | Southend United FC | 1 jan 2013  | maj 2015 | £150K    | ”LUFCnews” (på engelska). www.leedsunited.com. 27 december 2012. http://www.leedsunited.com/news/20121227/january-signing-number-one_2247585_3020028.          |
| Steve Morison   | Köp    | Wales     | A   | 9  | 41    | Norwich City       | 31 jan 2013 | jun 2016 | Okänd    | ”LUFCnews” (på engelska). www.leedsunited.com. 31 januari 2013. http://www.leedsunited.com/news/20130131/morison-signs-up-for-united_2247585_3059972.          |
| Stephen Warnock | Köp    | England   | F   | 15 | 43    | Aston Villa FC     | 31 jan 2013 | jun 2015 | Okänd    | ”LUFCnews” (på engelska). www.leedsunited.com. 31 januari 2013. http://www.leedsunited.com/news/20130131/villa-defender-joins-the-club_2247585_3060637.        |

### Spelare som lånades IN under säsongen
| Namn          | Nat                          | Pos | Nr | Ålder | Från                    | Fr.o.m      | T.o.m.      | Källa/Notering |
| ------------- | ---------------------------- | --- | -- | ----- | ----------------------- | ----------- | ----------- | --- |
| Michael Tonge | England                      | MF  | 18 | 41    | Stoke City FC           | 13 sep 2012 | dec 2012    | ”LUFCnews” (på engelska). www.leedsunited.com. 13 september 2012. http://www.leedsunited.com/news/20120913/midfielder-signs-up-in-loan-deal_2247585_2917723.                      |
| Ryan Hall     | England                      | A   | 30 | 37    | Southend United FC      | 18 okt 2012 | jan 2013    | ”LUFCnews” (på engelska). www.leedsunited.com. 18 okt 2012. http://www.leedsunited.com/news/20121018/boss-completes-winger-swoop_2247585_2952268.                                 |
| Jerome Thomas | England                      | MF  | 9  | 41    | West Bromwich Albion FC | 22 nov 2012 | jan 2013    | ”LUFCnews” (på engelska). www.leedsunited.com. 22 november 2012. http://www.leedsunited.com/news/20121122/west-brom-midfielder-arrives-on-loan_2247585_2988343.                   |
| Alan Tate     | England                      | F   | 15 | 42    | Swansea City AFC        | 22 nov 2012 | jan 2013    | ”LUFCnews” (på engelska). www.leedsunited.com. 22 november 2012. http://www.leedsunited.com/news/20121122/premier-league-defender-joins-up_2247585_2988075.                       |
| Ross Barkley  | England                      | MF  | 20 | 31    | Everton FC              | 11 jan 2013 | 12 Feb 2013 | ”LUFCnews” (på engelska). www.leedsunited.com. 11 januari 2013. http://www.leedsunited.com/news/20130111/everton-midfielder-arrives-on-loan_2247585_3038068.                      |
| Habibou       | Centralafrikanska republiken | A   | 22 | 37    | S.V. Zulte Waregem      | jan 2013    | maj 2013    | ”LUFCnews” (på engelska). www.leedsunited.com. 31 januari 2013. http://www.leedsunited.com/news/20130131/habibou-has-the-chance-to-impress_2247585_3060790. Läst 31 januari 2013. |

### Spelare som lånades UT under säsongen
| Namn             | Nat        | Pos | Nr | Ålder | Till                   | Fr.o.m      | T.o.m.      | Källa/Notering |
| ---------------- | ---------- | --- | -- | ----- | ---------------------- | ----------- | ----------- | --- |
| Robbie Rogers    | USA        | A   | 22 | 37    | Stevenage FC           | 23 aug 2012 | 31 dec 2012 | ”LUFC news” (på engelska). www.leedsunited.com. 23 augusti 2012. http://www.leedsunited.com/news/20120823/rogers-joins-league-one-side-on-loan_2247585_2898085.     |
| Paul Connolly    | England    | F   | 24 | 41    | Portsmouth FC          | 18 aug 2012 | 18 sep 2012 | ”LUFCnews” (på engelska). www.leedsunited.com. 18 augusti 2012. http://www.leedsunited.com/news/20120818/defender-joins-pompey-in-loan-deal_2247585_2890145.        |
| Paul Connolly    | England    | F   | 24 | 41    | Preston North End FC   | 15 jan 2013 | 30 apr 2013 | ”LUFCnews” (på engelska). www.leedsunited.com. 15 januari 2013. http://www.leedsunited.com/news/20130115/defender-makes-preston-move_2247585_3042301.               |
| Charlie Taylor   | England    | F   | x  | 31    | York City FC           | 30 aug 2012 | 30 sep 2012 | ”LUFCnews” (på engelska). www.leedsunited.com. 30 augusti 2012. http://www.leedsunited.com/news/20120830/defender-joins-york-on-loan_2247585_2904696.               |
| Charlie Taylor   | England    | F   | x  | 31    | Inverness              | 24 jan 2013 | maj 2013    | ”LUFCnews” (på engelska). www.leedsunited.com. 25 januari 2013. http://www.leedsunited.com/news/20130125/charlie-takes-the-high-road_2247585_3052741.               |
| Robbie Rogers    | USA        | A   | 22 | 37    | Bury FC                | 15 okt 2012 | 17 nov 2012 | ”LUFCnews” (på engelska). www.leedsunited.com. 15 okt 2012. http://www.leedsunited.com/news/20121015/duo-move-out-in-loan-deals_2247585_2949076.                    |
| Zac Thompson     | England    | MF  | 23 | 32    | Bury FC                | 15 okt 2012 | maj 2013    | ”LUFCnews” (på engelska). www.leedsunited.com. 15 okt 2012. http://www.leedsunited.com/news/20121015/duo-move-out-in-loan-deals_2247585_2949076.                    |
| Patrick Kisnorbo | Australien | F   | 6  | 43    | Ipswich Town FC        | 3 jan 2013  | 31 jan 2013 | ”LUFCnews” (på engelska). www.leedsunited.com. 3 januari 2013. http://www.leedsunited.com/news/20130103/paddy-makes-loan-move_2247585_3025703.                      |
| Danny Pugh       | England    | MF  | 16 | 42    | Sheffield Wednesday FC | jan 2013    | maj 2013    | ”LUFC news” (på engelska). www.leedsunited.com. 25 januari 2013. http://www.leedsunited.com/news/20130125/dannys-wednesdays-boy-for-the-short-term_2247585_3053276. |
| Paul Rachubka    | USA        | MV  | 31 | 43    | Accrington Stanley     | jan 2013    | maj 2013    | ”LUFCnews” (på engelska). www.leedsunited.com. 31 januari 2013. http://www.leedsunited.com/news/20130131/keeper-joins-stanley-on-loan_2247585_3059924.              |

### Spelare som lämnade inför eller under säsongen
| Nr | Namn             | Nat              | Pos | Ålder | Sedan     | Matcher | Mål | Lämnade   | Transfer                      | Källa/Notering |
| -- | ---------------- | ---------------- | --- | ----- | --------- | ------- | --- | --------- | ----------------------------- | -------------- |
| 1  | Andrew Lonergan  | England          | MV  | 28    | 2011      | 038     | 0   | 2012      | £200 000 (Bolton)             | LUFC news      |
| 4  | Alex Bruce       | Irland           | F   | 27    | 2010      | 034     | 01  | 2012      | Free agent                    | LUFC news      |
| 5  | Andy O'Brien     | Irland · England | F   | 33    | 2010      | 036     | 02  | 2012      | Free agent                    | LUFC news      |
| 9  | Billy Paynter    | England          | A   | 28    | 2010      | 028     | 03  | 2012      | Okänt (Doncaster)             | LUFC news      |
| 10 | Luciano Becchio  | Argentina        | A   | 29    | 2008      | 221     | 86  | 2013      | Okänt (Norwich City)          | LUFCnews       |
| 11 | Lloyd Sam        | England          | MF  | 27    | 2010      | 039     | 03  | 2012      | Free agent                    | LUFC news      |
| 15 | Adam Clayton     | England          | MF  | 23    | 2010      | 050     | 06  | 2012      | £450 000 (Hudderfield)        | LUFC news      |
| 18 | Mikael Forssell  | Finland          | A   | 31    | 2011      | 017     | 0   | 2012      | Free agent                    | LUFC news      |
| 20 | Andy Gray        | Skottland        | A   | 35    | 1995 2012 | 038     | 01  | 1998 2013 | Free agent(Bradford City AFC) | LUFC news      |
| 22 | Robbie Rogers    | USA              | A   | 25    | 2012      | 04      | 0   | 2013      | Free agent                    | LUFC news      |
| 23 | Robert Snodgrass | Skottland        | A   | 24    | 2008      | 190     | 42  | 2012      | £3M (Norwich)                 | LUFC news      |
| 24 | Maik Taylor      | Nordirland       | MV  | 40    | 2011      | 0       | 0   | 2012      | Free agent                    | LUFC news      |
| 25 | Danny Webber     | England          | A   | 30    | 2012      | 013     | 01  | 2012      | Free agent                    | LUFC news      |
| x  | Ramón Núñez      | Honduras         | MF  | 27    | 2010      | 025     | 05  | 2013      | Free agent                    | LUFC news      |

### Spelare vars kontrakt inte förlängdes efter avslutad säsong
| Nr | Namn                     | Nat                          | Pos | Ålder | Sedan | Matcher | Mål | Lämnade  | Transfer   | Källa/Notering |
| -- | ------------------------ | ---------------------------- | --- | ----- | ----- | ------- | --- | -------- | ---------- | -------------- |
| x  | Leigh Bromby             | England                      | F   | 44    | 2009  | 064     | 01  | maj 2013 | Free agent | LUFC news      |
| 24 | Paul Connolly            | England                      | F   | 41    | 2010  | 064     | 0   | maj 2013 | Free agent | LUFC news      |
| 28 | Davide Somma             | Sydafrika                    | A   | 39    | 2009  | 040     | 13  | maj 2013 | Free agent | LUFC news      |
| 6  | Patrick Kisnorbo         | Australien                   | F   | 43    | 2009  | 058     | 01  | maj 2013 | Free agent | LUFC news      |
| 31 | Paul Rachubka            | USA                          | MV  | 43    | 2011  | 07      | 0   | maj 2013 | Free agent | LUFC news      |
| 22 | Mouhamadou Habib Habibou | Centralafrikanska republiken | A   | 37    | 2013  | 04      | 0   | maj 2013 | Free agent | LUFC news      |